# Philipp Koch (Politiker)
Philipp Koch (* 1813 oder 1814; † 17. August 1903 in Kassel) war ein deutscher Politiker und Minister im Kurfürstentum Hessen.

## Leben
Koch war als Oberfinanzrat Vortragender Rat im Geheimen Kabinett und im kurhessischen Gesamtstaatsministerium. Er wurde als Nachfolger von Carl von Dehn-Rotfelser im Januar 1863 für rund drei Wochen mit der provisorischen Versehung des Außenministeriums betraut. Nach 1866 wurde er preußischer Regierungspräsident in Schleswig.